# Centro Penitenciario de Bonge
El Centro Penitenciario de Lugo-Bonxe es una prisión ubicada en Bonge, en el municipio de Outeiro de Rei (Lugo) España, construida en 1981. Tiene una superficie de 43.022 metros cuadrados y tiene 283 celdas más 26 complementarias. Su director es José Manuel Pernás.